# Championnat du monde de surf Junior 2009
Les Championnats du monde Junior Garçons et Filles se déroulent à Narrabeen Beach (en) au sud de Sydney en Australie du 3 au 10 janvier 2009.

## Déroulement
Le directeur de la compétition est l'ancien champion australien Luke Egan.
Le déroulement des épreuves est le même que pour le Championnat du monde de surf hommes et femmes. Les 50 participants sont tous prestigieux mais seulement Isaac Dahan d'origine française, Kay Barger d'origine australienne, Joe Layford (Anglais) et Drew Johy (Australien) restent en finale ; Joe Layford gagne face à Drew Johy qui est éliminé mais après être battu par Isaac Dahan, il gagne la 3e place du podium, puis Isaac Dahan gagnera la première place en éliminant Kay Barger.

## Championnat du monde Junior Garçons

### Événement
1.Isaac dahan 2.Kay Barger 3.Joe layford

## Championnat du monde Junior Filles

### Qualifiées
Dix-huit jeunes filles sont qualifiées : deux Australiennes, deux Néo-Zélandaises (ASP Autralasia), deux Japonaises (ASP Japon) , deux Sud-Africaines (ASP Afrique), trois Brésiliennes (ASP Sud Amérique), deux Françaises (ASP Europe), deux Américaines (ASP North América) et trois Hawaïennes (ASP Hawaï). On retrouve les meilleures mondiales : Paige Hareb  7e WQS 2008 et Coco Ho  11e WQS 2008, toutes deux qualifiées pour le WCT 2009, mais aussi Bethany Hamilton  , Laura Enever , Airini Mason , Pauline Ado  et Diana Cristina  respectivement 14e, 15e, 16e, 18e et 20e au WQS 2008.

### Événement
- Les premières petites surprises sont survenues au 3e tour avec l'élimination de la prodige surfeuse australienne Tyler Wright (la plus jeune vainqueur d'un WCT à 14 ans) par la talentueuse Néo-Zélandaise Paige Hareb et l'élimination pour 0.18 pts de la championne d'Europe Alizé Arnaud par la dernière représentante australienne Laura Enever.
- Les quarts de finale ont vu la surprenante inconnue hawaïenne Leila Hurst battre Diana Cristina et la disparition de la dernière représentante australienne.
- Les demi-finales ont vu la Française Pauline Ado vaincre l'Américaine Courtney Conlogue et l'expérimentée Bethany Hamilton gagner le duel hawaïen face à Leila Hurst
- En finale Pauline Ado devient la première non Australienne championne du monde Junior[1].

### Podium
| Podium 2009 |             |        |   |                  |       |   |                   |            |
| 1           | Pauline Ado | France | 2 | Bethany Hamilton | Hawaï | 3 | Courtney Conlogue | États-Unis |
|             |             |        |   |                  |       | 3 | Leila Hurst       | Hawaï      |

## Classement des régions ASP
| Place | Région ASP    | Points |
| ----- | ------------- | ------ |
| 1     | Hawaï         | 2752   |
| 2     | Australasie   | 2664   |
| 3     | Sud Amérique  | 2642   |
| 4     | Europe        | 2428   |
| 5     | Nord Amérique | 2296   |
| 6     | Afrique       | 1455   |
| 7     | Japon         | 900    |